# Nervio ilioinguinal
El nervio ilioinguinal o abdomino genital menor es una rama del primer nervio lumbar (L1). Nace de un tronco común con el nervio iliohipogástrico o abdomino genital mayor, del cual se separa inmediatamente después del borde lateral del psoas mayor.
Discurre inferiormente al nervio iliohipogástrico mientras cruza oblicuamente el músculo cuadrado lumbar y el ilíaco para dirigirse a la cresta ilíaca. Atraviesa el transverso del abdomen cerca del extremo anterior de la cresta ilíaca, y luego atraviesa el oblicuo interno para entrar en el conducto inguinal. En su recorrido da pequeños filamentos a estos músculos.
Sale, junto al cordón espermático bajo el anillo superficial del conducto inguinal, donde inerva la piel de la parte supero medial del muslo, y las siguientes estructuras, dependiendo el sexo:
- en el hombre, el pubis y escroto.
- en la mujer, el monte de Venus y labios mayores.